# Districte de Horoizumi
El districte de Horoizumi (幌泉郡, Horoizumi-gun) és un districte de la subprefectura de Hidaka, a Hokkaidō, Japó. La seua capital i únic municipi és la vila d'Erimo.

## Geografia
El districte de Horoizumi es troba geogràficament al punt més meridional de la subprefectura de Hidaka i comprén el territori del terme municipal de la vila d'Erimo. El districte limita al nord amb el districte de Samani, també a Hidaka i a l'est amb el districte de Hiroo, a la subprefectura de Tokachi. Cal assenyalar que el famós cap d'Erimo es troba al districte.

### Municipis
| |          |          |          |
| \| Municipi \| Població \| Extensió \| Densitat \| \| -------- \| -------- \| -------- \| -------- \| \| Erimo \| 4.454 \| 284 \| 15,7 \| \| Total \| 4.454 \| 284 \| 15,7 \| |          |          |          |
| Municipi | Població | Extensió | Densitat |
| Erimo | 4.454    | 284      | 15,7     |
| Total | 4.454    | 284      | 15,7     |

## Història
El districte de Horoizumi fou creat per l'Oficina de Colonització de Hokkaidō el 20 de setembre de 1869, a l'aleshores província de Hidaka. Fins a l'actualitat, el districte s'ha mantingut sense grans canvis, només a destacar quan la vila de Horonai (únic municipi del districte) va canviar el seu nom pel d'Erimo, en referència al cap d'Erimo que es troba a la vila i districte.

### Antics municipis
La següent és una llista dels antics municipis del districte amb enllaç als seus actuals municipis:
- Horoizumi (幌泉町) (1906-1970)